# Бельтран, Роберт
Роберт Адам Бельтран (англ. Robert Adame Beltran; род. 19 ноября 1953) — американский актёр.

## Биография
Бельтран родился в Бейкерсфилде, Калифорния, сын Аурелии и Луиса Бельтрана Переса, мексиканско-американских иммигрантов. Бельтран учился в средней школе Восточного Бейкерсфилда и колледже Бейкерсфилда. У него есть две сестры и семь братьев, в том числе латинский джазовый музыкант Луи Крус Бельтран.

## Фильмография
- 1983 — Поедая Рауля / Eating Raoul — Рауль Мендоса
- 1983 — Одинокий волк Маккуэйд / Lone Wolf McQuade — Кайо
- 1984 — Ночь кометы / Night of the Comet — Эктор Гомес
- 1989 — Запретное солнце / Forbidden Sun — Джек
- 1990 — Умереть стоя / To Die Standing — Хуан Дельгадо
- 1991 — Багси / Bugsy — Алехандро
- 1991 — Поцелуй меня, убийца / Kiss Me a Killer — Тони Монтеро
- 1992 — Охотник за тенью / Shadowhunter — Фрэнк Тотсони
- 1994 — Критическое состояние / State of Emergency — Рауль Эрнандес
- 1994 — Агентство моделей / Models Inc. — лейтенант Луис Сото
- 1995 — Никсон / Nixon — Frank Sturgis, Watergate Burglar
- 1996 — Манагуа / Managua — Рамон
- 1995—2001 — Звёздный путь: Вояджер / Star Trek: Voyager — Чакотай / Commander Chakotay